# Chaniat

Chaniat este o comună în departamentul Haute-Loire, Franța. În 2009 avea o populație de 164 de locuitori.